# 아오야마 다다시게 (1654년)
아오야마 다다시게(일본어: 青山忠重, 1654년 ~ 1722년)는 에도 시대 전기부터 중기까지의 다이묘이다. 도토미 하마마쓰번 제3대 번주, 단바 가메야마번 초대 번주를 지냈다. 아오야마 종가 제5대 당주.
| 전임 아오야마 다다오 | 제3대 하마마쓰번 번주 (아오야마가) 1685년 ~ 1702년 | 후임 혼조 스케토시(마쓰다이라 스케토시) |

| 전임 이노우에 마사미네 | 제1대 단바 가메야마번 번주 (아오야마가) 1702년 ~ 1722년 | 후임 아오야마 도시하루 |